# SN 2002ed
SN 2002ed – supernowa typu II-P odkryta 27 lipca 2002 roku w galaktyce NGC 5468. W momencie odkrycia miała maksymalną jasność 16,50m.